# 21a edició dels Premis Mestre Mateo
La 21a edició dels premis Mestre Mateo va guardonar les produccions audiovisuals de Galícia l'any 2022 i es va celebrar l'11 de març de 2023.Durant la cerimònia, l'Academia Galega do Audiovisual va presentar els Premis Mestre Mateo en 26 categories. La cerimònia es va celebrar a l'Auditori Municipal d'Ourense i fou presentada per Lucía Veiga, Javier Veiga i Iolanda Muíños. Entregaren els premis Alba Mancebo, Arturo Fernández, Mayka Braña, Noelia Rey, Adrián Castiñeiras, María Mera, Trisha Fernández, Monti Castiñeiras, Isabel Naveira i Tito Asorey.
O corpo aberto, dirigida per Ángeles Huerta, va guanyar 12 premis, entre ells el de millor pel·lícula, millor director i millor guió. La sèrie de televisió Rapa va ser la següent producció amb més premis, sumant 4 guardons, inclosos el de millor sèrie i millor actriu.

## Premis

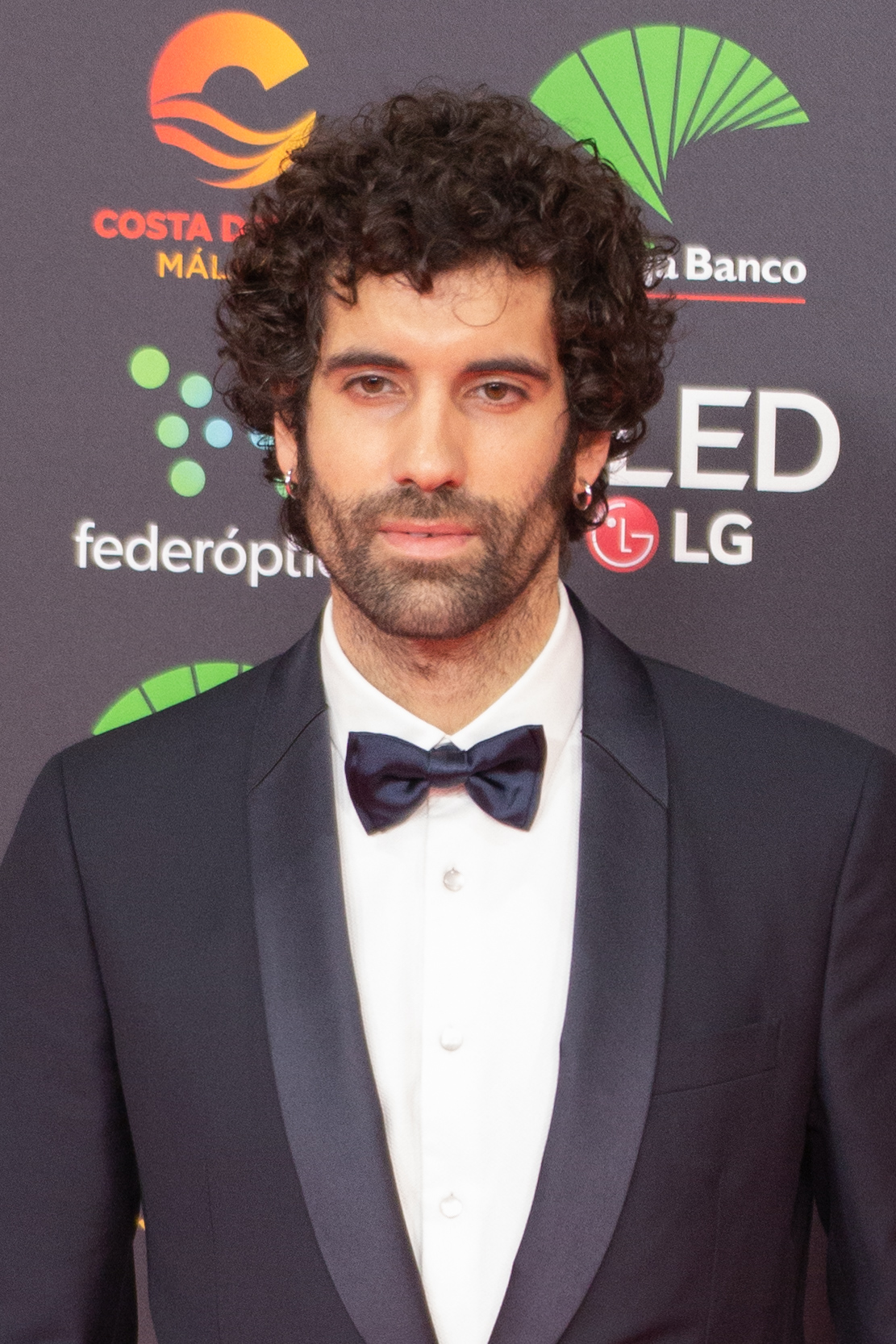
Tamar Novas, millor actor.

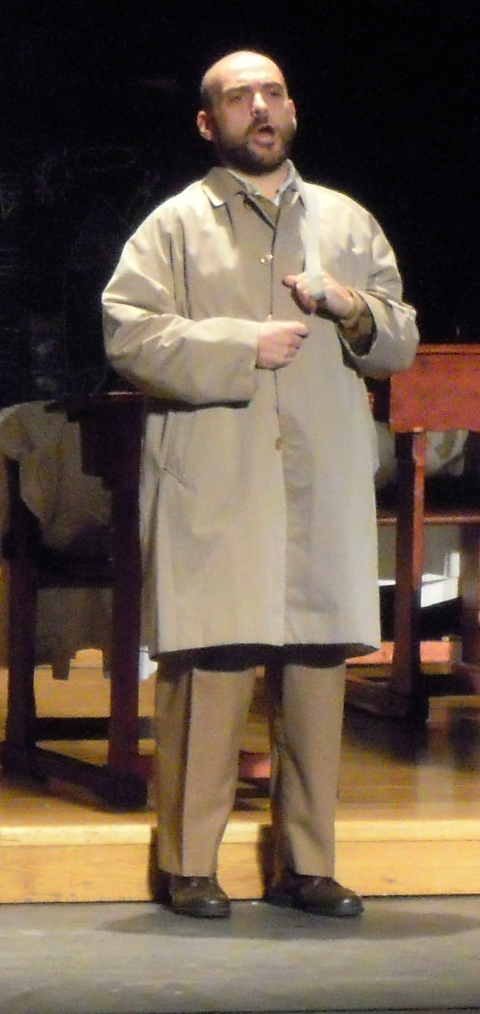
Federico Pérez, millor actor secundari.

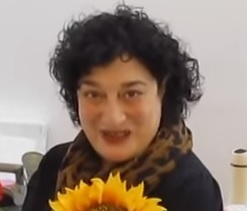
Berta Ojea, millor actriu secundària.

Els guanyadors són els que apareixen en primer lloc i destacats en negreta.
| Millor pel·lícula | Millor director |
| --- | --- |
| - O corpo aberto – Ángeles Huerta - O home e o can – Ángel de la Cruz - Live is Life – Dani de la Torre - Código Emperador – Jorge Coira | - Ángeles Huerta – O corpo aberto - Jorge Coira – Código Emperador - Alberto Vázquez Rico – Unicorn Wars - Jorge Coira i Elena Trapé – Rapa |
| Millor actor | Millor actriu |
| - Tamar Novas – O corpo aberto - Manuel Manquiña – O home e o can - Luís Tosar – Código Emperador - Javier Cámara – Rapa | - Lucía Veiga – Rapa - María Vázquez – O corpo aberto - Mónica López – Rapa - Victoria Guerra – O corpo aberto |
| Millor actor secundari | Millor actriu secundària |
| - Federico Pérez – O corpo aberto - Adrián Ríos – Rapa - Ricardo de Barreiro – Rapa - Denís Gómez – Código Emperador | - Berta Ojea – Rapa - Elena Seijo – O corpo aberto - Iria Sobrado – Rapa - Paula Morado – Rapa |
| Millor guió | Millor realitzador |
| - O corpo aberto – Ángeles Huerta i Daniel D. García - Rapa – Pepe Coira i Fran Araújo - O home e o can – Ángel de la Cruz - Unicorn Wars – Alberto Vázquez Rico | - Catro gatos – Jairo Iglesias - Artificial Justice – Simón Casal de Miguel - Cinephilia – Simone Saibene - Malo será! – Miguel Veiga |
| Millor film d'animació | Millor documental |
| - Unicorn Wars – Alberto Vázquez Rico - Valentina – Chelo Loureiro | - María Casares. A muller que viviu mil vidas – Agallas Films SL, Take 2000 amb col·laboració de TVG - A Foreign Song – Matriuska Producciones - No somos nada – Tamboura Films, La Mula Producciones, Alta Habana Films, Quechua Films, Instituto del Cine, Intermedia Producciones, Alba Calani - Onde máis doe – Xamalú Filmes S.L amb col·laboració de TVG |
| Millor sèrie de televisió | Millor programa de televisió |
| - Rapa – Jorge Coira - Saudade de ti – Voz Audiovisual SAU, amb col·laboració de TVG - Operación Marea Negra – Marea Blanca La Serie, AIE, Maré Branca Séries Lda, amb col·laboració de TVG - A lei de Santos – Voz Audiovisual SAU, amb col·laboració de TVG                       | - Cinephilia – Noveolas producciones i Telemiño - Dígocho eu – Corporación Radio Televisión de Galicia S.A. produït per TVG - Clac – Corporación Radio Televisión de Galicia S.A. produït per TVG - Catro gatos – Tex 45 Producións SL produït per TVG en col·laboració amb Undodez                                                                            |
| Millor direcció de producció | Millor direcció artística |
| - Tamara Soto Mato – O corpo aberto - Nati Juncal – A Foreign Song - María Liaño – Código Emperador - Ana Míguez – Rapa | - Antonio Pereira – O corpo aberto - Alberto Vázquez Rico – Unicorn Wars - Laia Colet – Live is Life - Marc Pou – Rapa |
| Millor comunicador de televisió | Millor muntatge |
| - Esther Estévez Casado – Dígocho eu - Mario Brión Toucedo – Olaxonmario - Simone Saibene – Cinephilia - Xosé Antonio Touriñán – Catro gatos | - Rapa – Jorge Coira, Gaspar Broullón, Óscar Pardo i Lucía Iglesias - Live is Life – Juan Galiñanes - O corpo aberto – Sandra Sánchez - Unicorn Wars – Íñigo Gómez i Estanis Bañuelos |
| Millor música original | Millor so |
| - O corpo aberto – Mercedes Peón - Valentina – Nani García - Rapa – Xavi Font - Código Emperador – Xavi Font i Elba Fernández | - O corpo aberto – Diego Staub, Jordi Rossinyol - Código Emperador – Carlos Mouriño, Diego Staub i Yasmina Praderas - Unicorn Wars – Iñaki Alonso - Rapa – Juan Gay i Diego Staub |
| Millor fotografia | Millor maquillatge i perruqueria |
| - O corpo aberto – Gina Ferrer - A Foreign Song – Alberte Branco - Rapa – José Luis Bernal - O home e o can – Pablo Fontenla | - O corpo aberto – Raquel Fidalgo, Noé Montes i María Barreiro - Código Emperador – Susana Veira i Beatriz Antelo - Sofía Casanova, a obreira do pensamento – Raquel Fidalgo i Noé Montes - Rapa – Fanny Bello i Gemma Márquez |
| Millor sèrie web | Millor producció de publicitat |
| - Delicias amargas – Kraken Media SL - Historia vageniales – Raquel Nogueira Basalo - Pringadas – Belén Puime Bao i Bea Villar - Terapia de – Kraken Media SL | - As Estrellas do camiño – Kaito Estudios i Estrella Galicia - Galicia. Xacobeo 21-22 – Congo Producciones - Vivamos como galegos – Congo Producciones - Vive o noso entroido – Concello de Vilariño de Conso |
| Millor curtmetratge | Millor curtmetratge d'animació |
| - La entrega – Pedro Díaz, Fran Carballal, Bosalay Films, 39 Escalones Films, Salon Indien Films, Kabiria Films, Plano a Plano - A entrevista – Kraken Films - A rabia – Mordisco Films, Zampano producciones, Montreux Entertainment, Pasajes Invisibles - Rompente – Zeitun Films | - Sandwich Cat – Gonzalo E. Veloso, David Fidalgo, Gaita Filmes, Digital Monster - Reaction – David Fidalgo Omil - Welcome to Gardenland – Cosmic Animation Studio |
| Millor videoclip | Millor vestuari |
| - Noa – Guadi Galego - Pano Corado – Tanxugueiras - Cobiza – A banda da Loba - A quincena do apóstol – Boyanka Kostova | - O corpo aberto – Teresa Sousa - Live is Life – Clara Bilbao i Elena de Lorenzo - Sofía Casanova, a obreira do pensamento – Arántzazu Domínguez - Rapa – Alicia Dapena i Lola Dapena |

## Premis especials

### Premio de Honra Fernando Rey
- Nani García